# Белый дом (Иркутск)
Бе́лый дом — каменное здание, расположенное в Иркутске на бульваре Гагарина. Памятник архитектуры федерального значения. Архитектор доподлинно неизвестен, но предположительно Джакомо Кваренги.
Первоначально был построен как особняк купцов Сибиряковых, в середине XIX века служил резиденцией генерал-губернаторов Восточной Сибири, в частности, Н. Н. Муравьёва-Амурского, о чём к 200-летию со дня его рождения — в 2009-м — была установлена мемориальная доска. Сейчас в здании расположился Иркутский университет.
Здание строилось по заказу Михаила Васильевича Сибирякова в стиле ампир. После смерти его сына Ксенофонта Михайловича в 1825 году в здании какое-то время жила его семья, но в 1830-е годы дом был продан городу. С 1837 до 1917 года здание имело статус резиденции генерал-губернаторов Восточной Сибири, коих было за это время 13. Во время революции здесь располагался ЦИК Советов Сибири, но уже в 1918 году в доме разместился Иркутский государственный университет.